# Piper obliquum
Piper obliquum är en pepparväxtart som beskrevs av Ruiz & Pav.. Piper obliquum ingår i släktet Piper och familjen pepparväxter. Inga underarter finns listade i Catalogue of Life.